# マーカス・タブス
マーカス・タブス（Marcus Tubbs 1981年5月16日- ）はテキサス州ダラス出身のアメリカンフットボール選手。NFLのシアトル・シーホークスに4シーズン所属した。ポジションはディフェンシブタックル。

## 経歴
テキサス州ダラスで生まれた彼は同州ダラス郡デ・ソートの高校に進学した。当初はバスケットボールをしており、3シーズン先発選手としてプレーした。高校の途中からアメリカンフットボールも始め、タイトエンドとしてプレー、最終学年には28回のレシーブで353ヤード、2TDをあげた。
テキサス大学に進学した彼は、タイトエンドからディフェンシブラインマンにコンバートされた。彼は4年間で先発37試合を含む48試合に出場し、205タックル、19.5サック、2ファンブルフォースをあげた。
2004年のNFLドラフト1巡全体23位でシアトル・シーホークスに指名された。この年11試合に出場し13タックル、1サック、1ファンブルフォースをあげた。
2005年は13試合に出場し、40タックル、6サック、2ファンブルフォースをあげた。
チャック・ダービーと共にランディフェンスに貢献、チームのランディフェンスはNFL5位の平均94.4ヤード、TDランはNFLで2番目に少ない5回しか許さなかった。
2006年、5試合に出場した後、マイクロフラクチャー手術が必要な左ひざの負傷により、故障者リスト入りした。彼の不在もありチームのランディフェンスは前年の5位から22位に成績を落とした。この年は7タックル、0.5サックにとどまった。
2007年、オークランド・レイダースとのプレシーズンゲームで右ひざを負傷して故障者リスト入りした。
2008年8月11日、シーホークスから契約を解除された。